# جنگ استقلال راکوتسی

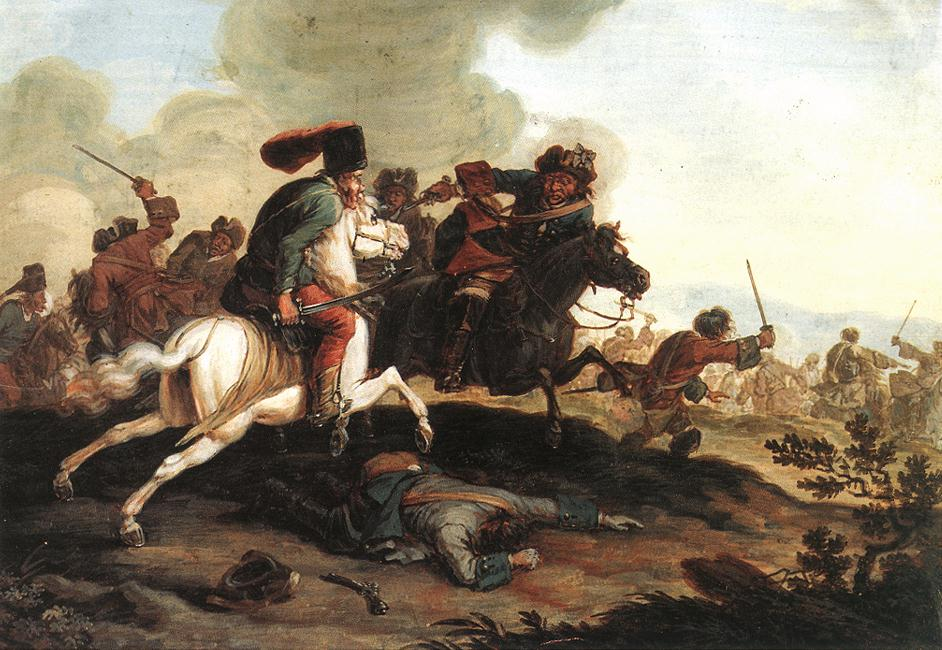
صحنه نبرد بین کوروتس و لابانتس، نقاش گمنام

جنگ استقلال راکوتسی (‎۱۷۰۳–۱۷۱۱) اولین مبارزه برای سرنگونی حکومت هابسبورگ‌ها بر مجارستان بود که توسط گروهی از اشرافیان ثروتمند به رهبری فرنتس راکوتسی دوم انجام پذیرفت. این جنگ که به شکست مجارها انجامید، با پیمان ساتمار بسته شد اما اشرافیان توانستند تا حدودی منافع مجارستان را برآورده سازند.

## پیش‌درآمد
سرآغاز شورش راکوتسی به سلطهٔ وین در پادشاهی مجارستان پس از اشغال عثمانی برمی‌گردد. لئوپولد یکم برای بازنشاندن پادشاهی هابسبورگ در مجارستان از فرسودگی این کشور سود جست.
با بازپس‌گیری بودا توسط اتحاد مقدس در نبرد بودا که از زمان نبرد موهاچ در اشغال امپراتوری عثمانی بود، پادشاهی مجارستان تحت کنترل وین قرار گرفت. به این ترتیب که مجارستان از ۱۶۸۰ متحمل عملیات نظامی گسترده در خاک خود شد و علاوه بر آن زیر بار فشار مالی بی حد و حصری برای تأمین خواب و خوراک سربازان نیز رفته‌بود. اوضاع با کاتولیکسازی مجدد و اجباری و همچنین شیوهٔ برخورد ژنرال‌های امپراتوری با هرگونه مقاومت نیز وخامت پیدا کرد. پس از خروج عثمانی‌ها از جنوب مجارستان، این کشور پس از ۱۴۵ سال اشغال عثمانی، می‌توانست دوباره استقرار پیدا کند؛ ولی با اقدامات ژنرال آنتونیو کارافا، فرماندهٔ نظامی مجارستان شمال که مایملاک قدیمی مجارستان را در اختیار گرفت این امید بی‌نتیجه ماند. کارافا در مارس ۱۶۸۷ در اِپِریِش دادگاهی نظامی ترتیب داد و ۲۴ اشرافی و شهروند متول پروتستان را به اعدام محکوم و و اموالشان را هم مصادره کرد. در رژیم ۱۶۸۷، مجارستان به اصلاح قانون برای به رسمیت شناختن حق ارثی یوزف یکم نه ساله در تاج و تخت مجارستان و دست کشیدن از حق مقاومت که در مهر زرین ۱۲۲۲ اعطا شده بود، با اجبار رضایت داد.
در تابستان ۱۶۹۷ در حالیکه قشون سلطنتی برای جنگ بزرگ عثمانی آماده می‌شد شورش‌هایی توسط هواداران سابق ایمره تُکُلی در شمال مجارستان به سرعت سرکوب شد، اما آماده‌سازی ارتش را دچار اخلال کرد.
پس از اصلاحات مالیاتی ۱۶۹۸ خراج کل استان‌های هابسبورگ مبلغی معادل دوازده میلیون فلورین محاسبه شد که چهار میلیون فلورین آن تنها به مجارستان اختصاص داشت. بازپس‌گیری مجارستان بهای گزافی برای وین به‌همراه داشت و پادشاهی یکپارچه ولی کاملاً ویران‌شده می‌بایست دین خود را ادا می‌کرد. اشرافیان که به‌صورت عرفی از مالیات معاف بودند بنابراین بزرگترین سهم پرداخت مالیات در حدود نود درصد به روستائیان تعلق می‌گرفت.

## جنگ استقلال

### فراز
در ۱۷۰۳ شورش‌هایی روستایی در شمال شرقی مجارستان آغاز شد و به تدریج آلمانی‌های شهری طبقهٔ مستمند و ثروتمند نیز به روستاییان اسلواک پیوستند. بزرگان و متنفذین، در ابتدا نسبت به شورش محتاط بودند، تا اینکه در ۱۷۰۴ فرنتس راکوتسی دوم رهبری آن را به دست گرفت و شورش‌های پراکنده را به قیامی ملی علیه هابسبورگ‌ها تبدیل کرد. در حالی که اتریش در جنگ جانشینی اسپانیا مشغول بود، پیروزی قابل توجهی نسیب مبارزات داخلی شد و فرصتی را برای راکوتسی فراهم کرد تا با کمک مالی لوئی چهاردهم جنگ را به پیش برد. لوئی چهاردهم از ۱۷۰۵ مشاورانی را هم به اردوی راکوتسی فرستاد و با کمک افسران و مهندسان فرانسوی سروسامانی به ارتش مشتمل بر دهقانان داده‌شد.
استحکامات اصلی هابسبورگ در ‎۱۷۰۴ – ۱۷۰۵ در اِپِریِش، نویهوزل، کاششا و ساتمار به دست کوروتس‌ها که اکثراً از رعایا، دهقانان پروتستان مجار و بعضاً اسلاوها بودند، افتاد. پس از ۱۷۰۷ سربازان بیشتری برای محافظت از موراویا، اتریش جنوبی و اشتایرمارک استخدام شدند ولی کوروتس‌ها پی درپی آنها را شکست می‌دادند.
یوزف یکم که ملایمت بیشتری نسبت به پدرش لئوپولد یکم داشت، در ۱۷۰۶ به کوروتس‌ها امان داد تا سلاح بر زمین بگذارند ولی با تحقیر رد شد. مجلس شورای اُنُد در (۳۱ مه - ۲۲ ژوئن ۱۷۰۷) رأی به برکناری امپراتور داد.

### فرود
با این وجود سیر نزولی نبرد از اوت ۱۷۰۸ در ترنچین آغاز شد و رفته رفته شمال و شمال‌غربی مجارستان به دست نیروهای امپراتوری افتاد؛ کوروتس‌ها در ترانسیلوانی با قدرت جنگیدند ولی به مرور آن نیز تحت سیطرهٔ وین درآمد. به این دلیل که در ۱۷۰۷ فرانسه دیگر علاقه‌ای به حمایت شورشیان نداشت و راکوتسی که بدون متحد قادر به ادامهٔ جنگ نبود با پتر یکم وارد مذاکره شد. تزار به او قول حفاظت و حتی تاج لهستان داد ولی در مذاکرات بعدی آشکار شد که در واقع به حمایت جدی مخالفان رغبتی ندارد. حتی ترکان عثمانی نیز رغبتی به حمایت از راکوتسی نشان ندادند.
ارتش راکوتسی با بی‌تجربگی در عملیات نظامی و کمبود تجهیزات، که می‌توانست تا حدی ارتش پیشرفتهٔ هابسبورگ را شکست دهد، بدون کمک بیرونی قادر به تضمین در پیروزی نهایی در جنگ نبود؛ با این حال راکوتسی تا انتها جنگ را رهبری کرد. تعداد نفرات کوروتس در ۱۷۱۰ از ۷۰٬۰۰۰ به ۱۵٬۰۰۰ نزول پیدا کرد. راکوتسی در همین سال به تبعید رفت و راه برای مذاکرات بین شورشیان و یوزف یکم باز شد، پس از مرگ یورف و بر تخت نشستن برادرش کارل ششم این مذاکرات به پیمان ساتمار (‎۲۹–۳۰ آوریل ۱۷۱۱) در ستو ماره امروز در ترانسیلوانی منتهی شد.

## پیامد
جنگ استقلال راکوتسی اهمیت ویژه‌ای در توسعهٔ داخلی امپراتوری هابسبورگ داشت، از آن جهت که می‌توان از آن به نوعی سازش اول اتریشی-مجار تعبیر کرد. پس از پیمان ساتمار، ایالت‌های مجاری، کارل ششم را به عنوان امپراتور پذیرفتند و متقابلاً او نیز قانون اساسی مجاری را تأیید و تصویب کرد؛ همچنین به موجب این پیمان دست اشرافیان در امور داخلی کاملاً باز گذاشته می‌شد.
یکی از پیامدهای مهم دیگر دچار نشدن مجارستان به سرنوشت بوهم بود که به تکه ایالت‌هایی تقسیم و با ایالت‌های اتریشی ادغام شد.

## توضیحات
1. ↑  اولین سرکردهٔ کوروتس‌ها که راکوتسی در برژانی در ۱۷۰۳ به عنوان کلنل منصوب کرد.
2. ↑  General Antonio Caraffa
3. ↑  «ius resistendi» یا حق مقاومت در صورتی که شاه قانون اساسی را نقض کند در مهر زرین قید شده‌است.
4. ↑  سازش اتریشی-مجاری ۱۸۶۷ در بیش از صد سال بعد منتهی به امپراتوری دوگانهٔ اتریش-مجارستان شد.